# Mary Cheney

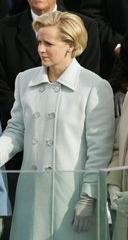
Mary Cheney, 2005

Mary Claire Cheney (* 14. März 1969) ist die Tochter des ehemaligen US-Vizepräsidenten Dick Cheney und seiner Ehefrau Lynne.

## Werdegang
Nach ihrem Undergraduate-Studium am Colorado College in Colorado Springs, das sie 1991 beendete, erwarb sie 2002 an der University of Denver einen weiteren Abschluss in Betriebswirtschaft. 1993 wurde sie eine der ersten Angestellten der Baseball-Mannschaft Colorado Rockies, in der Werbeabteilung. Von dort wechselte sie zur Brauerei Coors Brewing Company, um eine Zielgruppenkampagne für Schwule und Lesben zu führen, da die Firma zu dieser Zeit von diesem Marktsegment boykottiert wurde. Sie lebt in Great Falls zusammen mit ihrer Ehefrau Heather Poe, einer ehemaligen Park-Rangerin und Managerin bei UPS. Im Mai 2007 brachte Mary Cheney einen Sohn zur Welt; im November 2009 eine Tochter.
Im Juli 2003 wurde sie Direktorin der Vizepräsidentschaftskampagne für den Bush-Cheney-Wahlkampf. Ihre Schwester Liz war als Staatssekretärin im US-Außenministerium tätig.

## Homosexualität
Cheneys Homosexualität ist vor allem seit der Wahl ihres Vaters Ziel zunehmender öffentlicher Aufmerksamkeit geworden, sowohl wegen ihres politischen Engagements als auch wegen der wachsenden Debatte über die gleichgeschlechtliche Ehe. Im Jahr 2000 redete das Bush-Cheney-Wahlkampfteam über die Ehe und Kinder von Liz Cheney, behandelte aber das Privatleben ihrer Schwester Mary als Tabu. Trotzdem meinten manche Beobachter, dass Cheney, da ihre lesbische Identität öffentlich bekannt war, das Bild der Republikaner als „Compassionate conservatives“ fördere.
Im Januar 2001 wohnte Cheney zusammen mit ihrer Frau der Amtseinführung von Präsident Bush und ihrem Vater als Vizepräsidenten bei. 2002 wurde sie Mitglied der homosexuellenfreundlichen Republican Unity Coalition und sagte, dass sexuelle Orientierung „für die Republikanische Partei kein Thema“ sein sollte, mit dem Ziel der Gleichstellung aller schwulen und lesbischen Amerikaner. Im folgenden Jahr trat sie vom Vorstand der RUC zurück, und im Juli 2003 wurde sie Leiterin der vizepräsidentialen Angelegenheiten des Bush-Cheney-Wahlkampfteams 2004.